# Immunosupresja
Immunosupresja – hamowanie procesu wytwarzania przeciwciał i komórek odpornościowych przez różne czynniki zwane immunosupresorami, najczęściej farmakologicznie przez leki immunosupresyjne (w przeszłości przez promieniowanie rentgenowskie).
Nieswoista immunosupresja ma na celu zmniejszenie reaktywności immunologicznej w stanach, w których reakcje immunologiczne organizmu są dla niego samego szkodliwe (np. odrzucanie przeszczepu, autoimmunizacja). Okres działania i głębokość immunosupresji zależna jest od wielu czynników, m.in. wrażliwości gatunkowej i osobniczej, a także dojrzałości immunologicznej, rodzaju i ilości antygenu, dawki środka immunosupresyjnego i okresu, kiedy go zastosowano oraz rodzaju odpowiedzi immunologicznej, tzn. typu humoralnego zależnego od obecności przeciwciał, lub komórkowego warunkowanego obecnością limfocytów T.
Zabieg immunosupresyjny to niszczenie limfocytów przez stosowanie promieniowania lub środków farmakologicznych. Stosowane jest przy transplantacji, aby zmniejszyć ryzyko odrzucenia przeszczepu. W ten sposób zwiększa się jednak ryzyko rozwoju infekcji, gdyż po zabiegu organizm jest praktycznie bezbronny wobec patogenów.